# Erzbistum Los Altos Quetzaltenango-Totonicapán
Das Erzbistum Los Altos Quetzaltenango-Totonicapán (lateinisch Archidioecesis Altensis, Quetzaltenanguensis-Totonicapensis) ist ein in Guatemala gelegenes römisch-katholisches Bistum mit Sitz in Quetzaltenango. Es umfasst die Departamentos Quetzaltenango und Totonicapán. In Totonicapán befindet sich die Konkathedrale San Miguel Arcángel.

## Geschichte
Papst Benedikt XV. gründete das Bistum Quetzaltenango, Los Altos am 27. Juli 1921 aus Gebietsabtretungen des Erzbistums Guatemala, dem es als Suffraganbistum unterstellt wurde. Einen Teil des Territoriums verlor es am 10. März 1951 an die Bistümer San Marcos und Sololá.
Mit der Apostolischen Konstitution De spirituali Christifidelium wurde es am 13. Februar 1996 zum Metropolitanbistum erhoben und nahm seinen heutigen Namen an. Am 31. Dezember desselben Jahres verlor es einen Teil des Territoriums an das Bistum Suchitepéquez-Retalhuleu.

## Ordinarien

### Bischöfe von Quetzaltenango, Los Altos
- Jorge García Cabalieros (30. Juni 1928–5. April 1955)
- Luis Manresa Formosa SJ (30. November 1955–30. Mai 1979)
- Óscar García Urizar (4. März 1980–8. Januar 1987)
- Victor Hugo Martínez Contreras (4. April 1987–13. Februar 1996)

### Erzbischöfe von Los Altos Quetzaltenango-Totonicapán
- Victor Hugo Martínez Contreras (13. Februar 1996–19. April 2007)
- Óscar Julio Vian Morales SDB (19. April 2007–2. Oktober 2010, dann Erzbischof von Guatemala)
- Mario Alberto Molina Palma OAR, (2011–2024)
- Victor Hugo Palma Paúl (seit 2024)